# Dendrophthora turrialbae
Dendrophthora turrialbae är en sandelträdsväxtart som beskrevs av J. Kuijt. Dendrophthora turrialbae ingår i släktet Dendrophthora och familjen sandelträdsväxter. Inga underarter finns listade i Catalogue of Life.